# Florian Lusser (Politiker, 1820)
Florian Lusser (* 17. Dezember 1820 in Altdorf; † 13. Juli 1889 ebenda, heimatberechtigt in Altdorf) war ein Schweizer Politiker (KVP).

## Biografie
Lusser besuchte die Lateinschule in Altdorf und nahm dann Unterricht in Philosophie bei dem Kaplan Albin Gnos. Ab dem Jahre 1840 war er Landesfürsprecher des Kantons Uri und war im Sonderbundskrieg als Leutnant eingesetzt. Von 1850 bis 1856 war er Staatsanwalt und Versicherungsberater der Phenix-Versicherung sowie der Schweizerischen Mobiliar. Dann arbeitete er von 1860 bis 1886 bei der Ersparniskasse Uri als Kassaverwalter.
Er politisierte als Gemeinderat von Altdorf in den Jahren 1852 bis 1856. Vier Jahre zuvor war er bei den ersten Parlamentswahlen in den Nationalrat gewählt worden und hatte dieses Amt bis 1860 inne.
Ferner arbeitete Lusser bei verschiedenen konservativen Blättern mit und war Herausgeber der Geschichte des Kantons Uri, welche sein Onkel Karl Franz verfasst hatte. Zudem war Florian Lusser Mitglied des Piusvereins.